# Каваклия (дем Кукуш)
Вижте пояснителната страница за други значения на Кавакли.
Каваклия или Кавакли (на гръцки: Πέρινθος, Перинтос, до 1926 година Καβακλή, Кавакли) е село в Егейска Македония, Гърция, дем Кукуш, област Централна Македония с 46 жители (2001).

## География
Селото е разположено на 12 километра южно от Кукуш (Килкис).

## История

### В Османската империя
В 1848 година руският славист Виктор Григорович описва в „Очерк путешествия по Европейской Турции“ Кавакли като българско село.
В „Етнография на вилаетите Адрианопол, Монастир и Салоника“, издадена в Константинопол в 1878 година и отразяваща статистиката на населението от 1873 година, Каваклия (Cavaklya) е посочено като селище в каза Аврет Хисар (Кукуш) с 15 домакинства, като жителите му са 48 мюсюлмани. Според Васил Кънчов („Македония. Етнография и статистика“) в 1900 година Кавакли има 50 жители българи.

### В Гърция
След Междусъюзническата война Каваклия попада в Гърция. В 1926 година селото е прекръстено на Перинтос. Турското му население се изселва в Турция и на негово място са настанени гърци бежанци. В 1928 година Кавакли е представено като чисто бежанско село с 31 бежански семейства и 123 души.

## Личности
Починали в Каваклия
- Панайот Дженев, български военен деец, младши подофицер, загинал през Междусъюзническа война[7]